# Massif Krasivyj
Das Massif Krasivyj (englische Transkription von russisch Массив Красивый Massiw Krassiwy, deutsch ‚Schönes Massiv‘) ist ein Massiv im ostantarktischen Mac-Robertson-Land. Es ragt südlich der Barkell-Plattform am nördlichen Ende des Mawson Escarpment auf.
Russische Wissenschaftler benannten es.